# Grande Prêmio Olímpico de 1956
Grande Prêmio Olímpico de 1956 foi uma corrida de automobilismo de Formula Libre disputada no Circuito de Albert Park em meio as disputas dos Jogos Olímpicos de Verão de 1956, na Austrália. À época, os domingos eram vistos como "dias de descanso", não podendo ser marcado nenhum evento olímpico nesta data da semana (o que de fato ocorreu). Por conta disso, em parceria com o comitê organizador dos Jogos, a Formula Libre vislumbrou a possibilidade de organizar uma corrida para entreter os torcedores e atletas que estavam na Austrália, e que iriam ficar de folga nesta data.
É considerada uma corrida extracampeonato da Formula 1, já que vários pilotos desta categoria participaram desta prova. Por conta disso, a corrida se tornou o evento de automobilismo mais importante realizado na história da Austrália até aquele momento. Oficialmente, foi o vigésimo-primeiro Grande Prêmio da Austrália. 
A corrida foi disputada em 2 de dezembro de 1956. Teve 22 participantes, foi realizada ao longo de 80 voltas no circuito de cinco quilômetros em um sentido diferente do que normalmente são disputados os GPs da Formula 1.

## O Evento
Stirling Moss e Jean Behra dominaram o festival de duas semanas que começou no fim de semana anterior com a corrida de carros esportivos Australian Tourist Trophy, na qual a dupla ficou em primeiro e segundo lugar, cada um pilotando um Maserati 300S. No GP Olímpico, os dois foram novamente dominantes, mas Moss estava uma classe acima de Behra, chegando perto de superar seu companheiro de equipe. As duas Scuderia Ambrosiana entraram com as Ferraris de Peter Whitehead e Reg Parnell não eram uma ameaça séria, mas Whitehead tinha a medida dos pilotos locais com o vencedor do Grande Prêmio da Austrália de 1938 terminando duas voltas à frente do primeiro dos australianos, o piloto da Maserati 250F Reg Hunt. Parnell terminou em sexto, atrás de outro Maserati 250F doméstico dirigido por Stan Jones. Ambos terminaram na mesma volta de Hunt, enquanto o carro esporte mais antigo de Lex Davison com motor Ferrari 625 estava a mais duas voltas de distância. O Talbot-Lago de Doug Whiteford foi o primeiro carro não italiano para casa em oitavo lugar. Com o atual campeão Jack Brabham ausente, o melhor das máquinas fornecidas pela Cooper foi o muito modificado Cooper-Bristol de Len Lukey em nono lugar. O Maserati 250F da Wharton, com sede na Europa, não conseguiu chegar à linha de chegada.
A volta mais rápida de Moss (1:52,2, média de 100,25 mph) foi um novo recorde de volta para o Circuito de Albert Park.

### Classificação Final

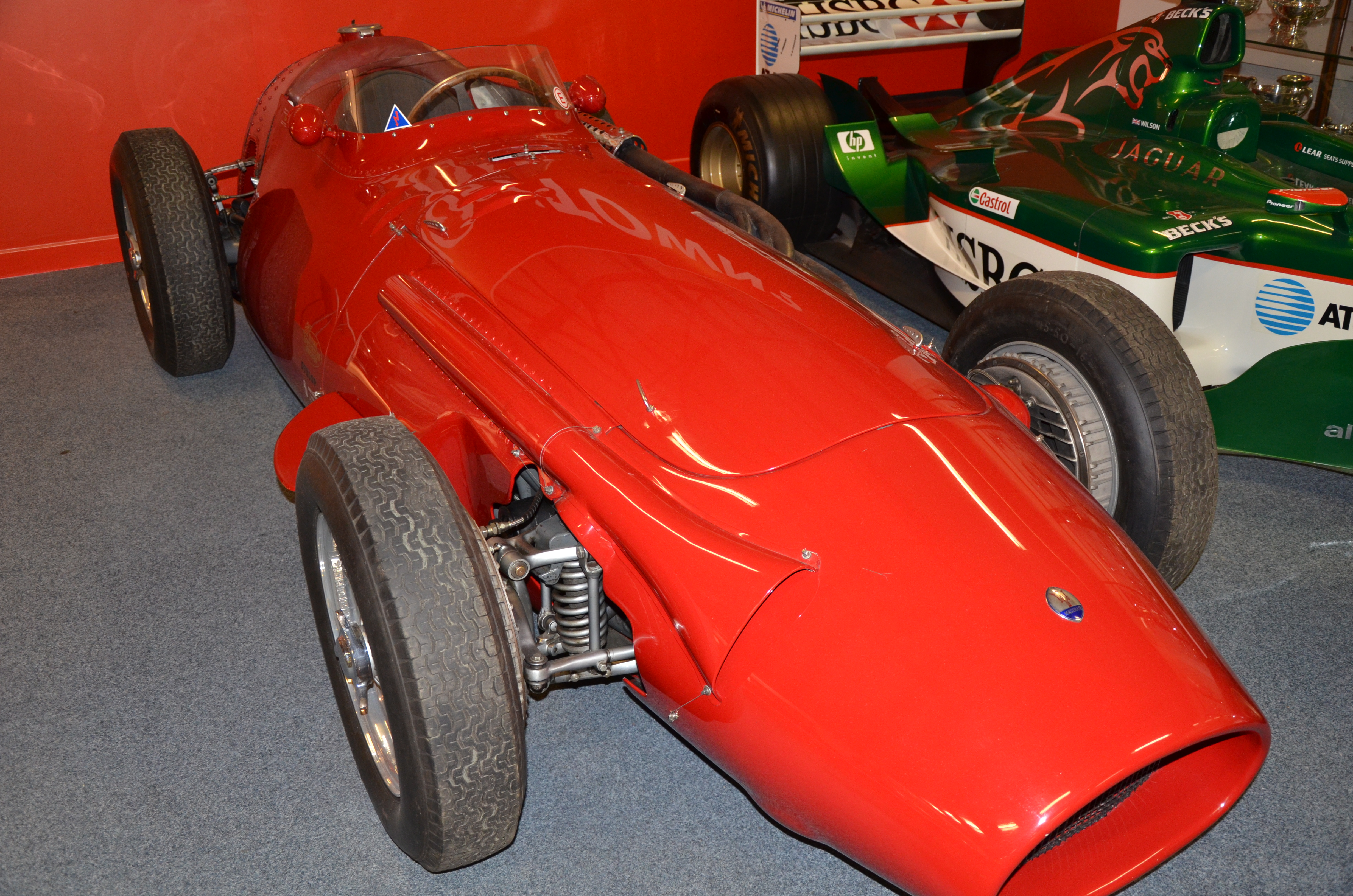
Um Maserati 250F semelhante àquele em que Stirling Moss venceu o Grande Prêmio da Austrália de 1956

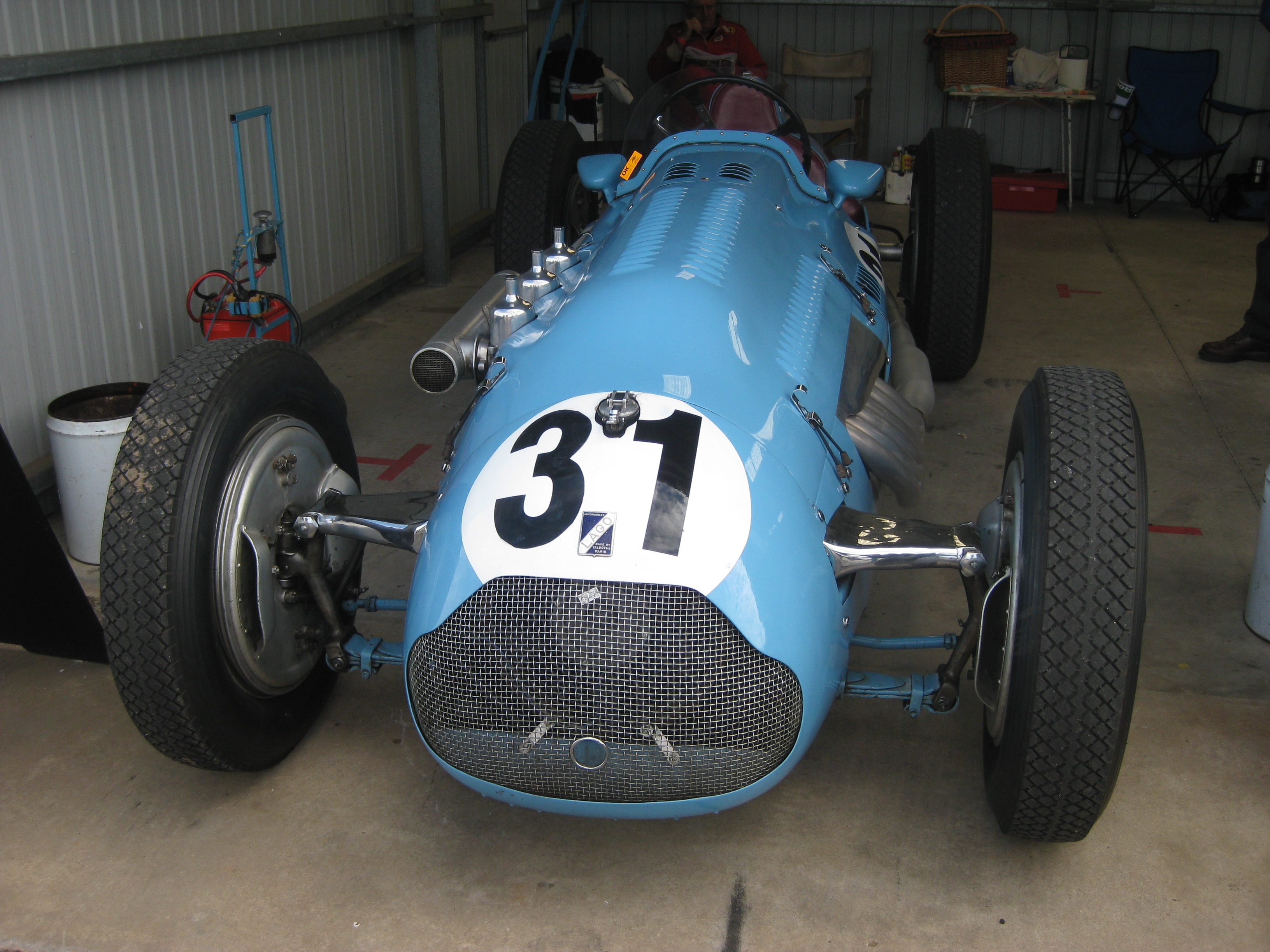
O Talbot-Lago T26C conduzido ao 8º lugar por Doug Whiteford. Foto batida em 2010.

| Pos | No. | Piloto           | Carro                               | Equipe                    | Voltas | Tempo        |
| --- | --- | ---------------- | ----------------------------------- | ------------------------- | ------ | ------------ |
| 1   | 7   | Stirling Moss    | Maserati 250F / Maserati 2.5L       | Officine Alfieri Maserati | 80     | 2h 36m 15.4s |
| 2   | 1   | Jean Behra       | Maserati 250F / Maserati 2.5L       | Officine Alfieri Maserati | 80     | 2h 38m 27.4s |
| 3   | 3   | Peter Whitehead  | Ferrari 555 F1 / Ferrari 3.4L       | Scuderia Ambrosiana       | 79     |              |
| 4   | 5   | Reg Hunt         | Maserati 250F / Maserati 2.5L       | Reg Hunt Motors P/L       | 78     |              |
| 5   | 8   | Stan Jones       | Maserati 250F / Maserati 2.5L       | Stan Jones Motors P/L     | 77     |              |
| 6   | 2   | Reg Parnell      | Ferrari 555 F1 / Ferrari 3.4L       | Scuderia Ambrosiana       | 77     |              |
| 7   | 9   | Lex Davison      | Ferrari 625 F1 / Ferrari 3.0L       | Ecurie Australie          | 75     |              |
| 8   | 11  | Doug Whiteford   | Talbot-Lago T26C / Talbot-Lago 4.5L | D Whiteford               | 72     |              |
| 9   | 25  | Len Lukey        | Cooper T23 / Bristol 2.0L           | RH Hunt Motors P/L        | 70     |              |
| 10  | 19  | Julian Barrett   | Alta GP-2 / Alta S/C 1.5L           | J St Q Barrett            | 70     |              |
| 11  | 18  | Tom Clark        | HWM / Alta 2.0L                     | TE Clark                  | 66     |              |
| 12  | 23  | Jack Myers       | Cooper T20 / Holden 2.4L            | J Myers                   | 66     |              |
| Ret | 6   | Kevin Neal       | Maserati A6GCM / Maserati 2.5L      | Reg Hunt Motors P/L       | 68     |              |
| Ret | 20  | Bill Willcox     | Alta / Alta 2.0L                    | W Wilcox                  | 39     |              |
| Ret | 26  | Bill Craig       | Alta / Holden 2.4L                  | WJ Craig                  | 26     |              |
| Ret | 24  | Alec Mildren     | Cooper T20 / Bristol 2.0L           | AG Mildren                | 21     |              |
| Ret | 4   | Ken Wharton      | Maserati 250F / Maserati 2.5L       | Ecurie Du Puy             | 19     |              |
| Ret | 16  | Ted Gray         | Tornado II / Ford 4.5L              | LJ Abrahams               | 15     |              |
| Ret | 22  | Reg Smith        | Cooper T40 / Bristol 2.0L           | Smith's Radio P/L         | 13     |              |
| Ret | 28  | Harry McLaughlin | Ford V8 Special 4.3L                | H McLaughlan              | 6      |              |
| Ret | 17  | Tom Hawkes       | Cooper T23 / Holden 2.3L            | TV Hawkes                 | 5      |              |
| Ret | 12  | Owen Bailey      | Talbot-Lago T26C / Talbot-Lago 4.5L | O Bailey                  | 0      |              |